# Балбин
Децим Целий Калвин Балбин (Decimus Caelius Calvinus Balbinus), римски император, управлявал заедно с Пупиен от 22 април до 29 юли 238 година. Пупиен и Балбин са избрани за съимператори от Сената, в противопоставянето му срещу нахлулия в Италия Максимин Трак. Управлението им трае около три месеца през Годината на шестимата императори (238).
Произхожда от изтъкнат род на патриции, в „Historia Augusta“ се споменава, че е бил проконсул в Африка и Азия. Служил е като консул през 213 г. заедно с Каракала. След издигането на Гордианите баща и син за императори през април 238 г., Балбин участвал в сенатската делегация, която ги приветствала в Картаген.
При вестта за гибелта на Гордианите и настъплението на Максимин Тракиеца към Рим, Сенатът се събрал на затворена сесия в храма на Юпитер. Било решено Пупиен и Балбин да бъдат избрани за съимператори, които да поддържат каузата на Гордианите, в лицето на техния малолетен Гордиан (сестрин син на втория Гордиан).
На Пупиен било поверено командването на военните действия, докато Балбин останал в Рим и се занимавал с гражданското управление. Балбин се отличавал с начетеност, бил добър оратор и поет, но имал мекушав характер и не бил в състояние да се справи с безредиците избухнали в застрашената столица.
Преторианците и народа не одобрявали двамата сенатски императора и искали да издигнат на трона малолетния Гордиан III, племенник или син на починалия Гордиан II. В опита си да разговаря с гневната тълпа Балбин бил грубо изгонен и трябвало да се скрие на Палатин, говори се дори, че бил ударен с тояга. Накрая нямал друг избор освен да изведе младия Гордиан и публично да го прогласи за цезар. Това временно успокоило масите.
След гибелта на Максимин Тракиец и завръщането на Пупиен в Рим, между съимператорите възникнали много разногласия. Непопулярните императори били изненадани беззащитни от разгневени преторианци, които нахълтали в двореца Палатин. Понеже по-голямата част от народа се събирал в амфитеатрите по случай едно празненство, никой не реагирал и двамата сенатски императори били изкарани навън от двореца и убити.

## Галерия
- Статуя на Балбин в Атина
- Детайл от статуята на Балбин в Атина
- Сестерция на Балбин